# Gracia Mendes Nasi
Gracia Mendes Nasi (ur. 1510 w Lizbonie – zm. 1569), znana także jako Doña Gracia lub La Señora – portugalska filantropka i jedną z najbogatszych żydowskich kobiet w renesansowej Europie. Wyszła za mąż za Francisco Mendes Benveniste. Była ciotką ze strony matki i partnerką biznesową João Micasa, który stał się prominentną postacią w polityce Imperium Osmańskiego. Opracowała także sieć ucieczki, która uratowała setki konwertytów przed inkwizycją. Jej imię – Graça w języku portugalskim – Gracia w języku hiszpańskim – odpowiada hebrajskiemu imieniu Hannah, które oznacza łaskę; była także znana pod chrzcielnym imieniem Beatriz (Beatrice) de Luna Miques.

## Rodzina i dzieciństwo
Beatriz de Luna urodziła się w Lizbonie w 1510 roku. Jej rodzina pochodziła z Aragonii w Hiszpanii i byli to zmuszeni do konwersji Żydzi (Marrani). Aby nadal praktykować judaizm, rodzina uciekła do Portugalii, gdy Królowie Katoliccy Hiszpanii, Izabela I i Ferdynand II, wygnali Żydów w 1492 roku. Pięć lat później, w 1497 roku, zostali zmuszeni do konwersji na katolicyzm razem z wszystkimi innymi Żydami i muzułmanami w Portugalii w tamtym czasie. Ojciec Beatrice, Álvaro de Luna (być może krewny Álvaro de Luna ze środkowego XV wieku z Hiszpanii, który był kolegą Dona Abrahama Benveniste), był żonaty z Filipą lub Felipą Mendes Benveniste, siostrą Francisca Mendesa i Diogo Mendesa.

## Małżeństwo
W 1528 roku Beatriz de Luna wyszła za mąż za swojego wuja, bardzo bogatego kupca pieprzu oraz nowego chrześcijanina w Lizbonie, Francisco Mendesa. Francisco również przypadkiem należał do tej samej rodziny żydowskiej co jej matka – Benveniste z Kastylii i Aragonii – oraz był prawnukiem Dona Abrahama Benveniste z Kastylii. Para prawdopodobnie zawarła związek małżeński w wielkiej katedrze w Lizbonie, w publicznym katolickim ślubie, a następnie przeprowadziła tajną ceremonię żydowską przy podpisaniu ketuby. Francisco Mendes i jego brat, Diogo Mendes, byli właścicielami potężnej firmy handlowej i banku o światowej renomie, z agentami na terenie Europy i wokół Morza Śródziemnego. Ród Mendes/Benveniste prawdopodobnie rozpoczął działalność jako firma handlująca cennymi przedmiotami i arbitrażem walutowym. Po rozpoczęciu okresu Wielkich Odkryć i odkryciu przez Portugalię morskiej trasy do Indii, bracia Mendes stali się szczególnie ważnymi handlarzami przyprawami. Handlowali także srebrem – srebro było potrzebne do zapłacenia Azjatom za te przyprawy. 
W styczniu 1538 roku, gdy Beatrice miała zaledwie dwadzieścia osiem lat, Francisco zmarł.  W swoim testamencie Francisco podzielił swój majątek między Beatrice a swoim bratem i partnerem biznesowym, Diogo. Później Beatrice poprosiła papieża o przeniesienie prochów Francisco na nowe miejsce. Po uzyskaniu zgody przeniosła je na Górę Oliwną w Jerozolimie.

## Antwerpia
Kilka lat przed śmiercią Francisco w 1538 roku, jego brat, Diogo, otworzył oddział swojego domu handlowego w mieście Antwerpia razem ze swoim krewnym Abrahamem Benveniste. Niedługo po śmierci Francisco, Beatrice Mendes przeniosła się do Antwerpii, aby dołączyć do Diogo wraz z jej małą córką, Aną (przyszłą żoną Josepha Nasi) i jej młodszą siostrą, Briandą de Luna. Przeprowadzka z Lizbony była również właściwym krokiem ze względu na zmieniający się krajobraz polityczny w Portugalii, kiedy to od 23 maja 1536 roku papież Paweł III rozkazał utworzenie portugalskiej inkwizycji.
Po osiedleniu się w Antwerpii Beatrice zainwestowała swój rodzinny majątek w firmę swojego szwagra i zaczęła zdobywać sławę nie tylko jako jego partnerka biznesowa, ale także jako niezależna bizneswoman. Relacje między rodzinami de Luna i Mendes stały się jeszcze silniejsze, kiedy Brianda, siostra Beatrice, wyszła za Diogo Mendesa za mąż. Jednak tylko pięć lat po osiedleniu się Beatrice Mendes w Antwerpii, Diogo również zmarł. Był to rok 1542, a w swoim testamencie pozostawił swojej siostrzenicy i szwagierce kontrolę nad imperium handlowym Mendes, czyniąc Beatrice Mendes ważną kobietą biznesu. Ogromne bogactwo pozwoliło jej wpływać na królów i papieży, co robiła w celu ochrony swoich współkonwertytów. Pozwoliło jej także finansować sieć ucieczki. Wierzy się, że była siłą napędową za publikacją Biblii z Ferrary na podstawie tekstów sefardyjskich Żydów. Drugie, publiczne wydanie książki było jej poświęcone. W międzyczasie musiała bronić się przed próbami różnych monarchów, którzy próbowali skonfiskować jej majątek, próbując zaaranżować małżeństwo jej jedynego dziecka z ich krewnymi. Gdyby to się wydarzyło, duży fragment rodzinnego majątku zostałby utracony, ponieważ znalazłby się pod kontrolą męża jej córki. Beatrice Mendes stawiała opór wszystkim tym próbom, co często stawiało ją w osobistym niebezpieczeństwie.
Rozpoczynając w Antwerpii, Niderlandach Habsburskich, zaczęła tworzyć sieć ucieczki, która pomagała setkom współkonwertytów uciec przed zagrożeniem aresztowaniem jako heretyków przez inkwizycję w Habsburskiej Hiszpanii i Portugalii. Ci uciekający konwertyci byli początkowo tajnie wysyłani na statki handlowe z przyprawami, które były własnością lub obsługiwane przez Dom Mendes/Benveniste i regularnie kursowały między Lizboną a Antwerpią. W Antwerpii Beatrice Mendes i jej personel udzielali im instrukcji i pieniędzy na podróż wozem i pieszo przez Alpy do wielkiego portu weneckiego w Wenecji, gdzie organizowano transport statkami do Imperium Osmańskiego, Grecji i Turcji na wschodzie. Wówczas Imperium Osmańskie, pod panowaniem muzułmańskich Turków, przyjmowało Żydów do swoich ziem. Trasa ucieczki była starannie zaplanowana. Niemniej jednak wielu zginęło w trakcie podróży, przemierzając górskie ścieżki w wysokich Alpach.
Pod przywództwem Beatrice Mendes (Gracia Nasi), Dom Mendes/Benveniste prowadził interesy z królem Henrykiem II Francji, Karolem V, cesarzem Świętego Cesarstwa Rzymskiego, jego siostrą Marią, namiestniczką Niderlandów, papieżami Pawłem III i Pawłem IV oraz Sulejmanem Wspaniałym, sułtanem Imperium Osmańskiego. Te kontakty obejmowały działalność handlową, pożyczki i łapówki. Wcześniejsze płatności dokonywane przez Dom Mendes i ich wspólników na rzecz papieża opóźniły ustanowienie inkwizycji w Portugalii (patrz Historia Żydów w Portugalii).